# Saints Milano
La Unione Sportiva Saints Milano Associazione Sportiva Dilettantistica è una società di calcio a 5 italiana con sede a Merate. Dalla sua fondazione al 2024 la società si è chiamata Saints Pagnano.

## Storia

### Gli inizi
Nell'estate del 2003 un gruppo di amici decide di fondare una squadra di calcio a 5 a Pagnano. Il gruppo si ispira al calcio inglese e in particolare al Saints del Southampton. La società si rende autonoma rispetto all'A.C. Pagnano e si iscrive al campionato di serie D 2003-04 che subito vince dopo un testa a testa con il Livigno. La stagione 2004-05 di serie C2 vede il Saint classificarsi terzo (dietro a Lecco e Monza) ed accedere ai play-off dove viene eliminato in semifinale. Nel 2005-06 avviene un cambio di strategia e programmazione societaria: via tutti i giocatori e tecnici legati in qualche modo al calcio a 11, scelta di un allenatore di calcio a 5, giovani promettenti su cui lavorare per conseguire la promozione in C1 in tre anni. In quella stagione che serve per porre le basi del progetto, avviene un campionato di assestamento, ed il Saints Pagnano conclude posizionandosi a metà classifica. La stagione successiva si raggiungono i playoff, ma vengono eliminati. Nella stagione 2007-08, con due acquisti di valore, vi è la vittoria diretta del girone e la promozione in Serie C1, ed anche la vittoria della Coppa di Lombardia. Raggiunta la serie C1 la società si pone l'obiettivo della Serie B in 3 anni: nella stagione 2008-09 si piazza ottava, mentre la stagione successiva è sfortunata e vede la retrocessione in serie C2. La stagione 2010-11 vede l'immediata ri-promozione in serie C1, dove nella stagione 2011-12 si classifica al settimo posto. Nella stagione 2012-13 il Saints vince il campionato di Serie C1 venendo promosso in Serie B ed anche vince la Coppa Lombarda.

### La Serie B
La stagione 2013-14 in serie B vede un buon avvio, ma poi tanta sofferenza che si conclude comunque con il penultimo posto e la salvezza raggiunta. La stagione successiva vede un Saints partito per volersi consolidare quale solida realtà in B, arriva oltre le aspettative a piazzarsi 4° ed accedere ai playoff, dove però viene eliminato al primoturno dal Real Cornaredo, poi promosso in A2. La stagione 2015-16 vede una crescita dei singoli e del collettivo, e a fine stagione il Saints si classifica 7º. la seguente stagione vede il Saints 5° ed accedere ai playoff, dove però viene eliminato al primo turno dal Porto san Giorgio poi promosso in A2. la stagione 2017-18 vede il Saints lottare tutto il campionato con il L84 Volpiano ed alla fine piazzarsi secondo, accedere ai playoff ma ancora una volta viene eliminato al primo turno (dopo i supplementari) questa volta dal Città di Asti, poi promosso in A2. La stagione 2018-19 vede un campionato dominato dal Saints che si classifica primo e viene promosso in serie A2.

### Serie A2 e A2 Élite
La prima stagione di A2 vede confermata la rosa dell'anno precedente, con alcuni determinati e mirati innesti. Il campionato termina anticipatamente a causa dell’emergenza sanitaria legata al Covid-19, e vede il Saints classificarsi 8°. 
La stagione 2020-21 è una stagione di consolidamento, dove la squadra arriva alla tranquilla salvezza, arrivando 6ª a soli 3 punti dalla zona playoff. La stagione seguente vede una rosa profondamente rinnovata, pur mantenendo alcuni elementi storici del gruppo. A fine stagione il Saints si classificherà 8°. A fine stagione, Luca Mauri, storico capitano con 12 stagioni in biancorossonero per lui dalla C2 all'A2 sempre da assoluto protagonista, giustamente celebrato nell'ultima gara di campionato. 
La stagione 2022-23 vede a fine campionato il Saints piazzarsi 7° ed accedere ai play-off per la promozione nella nuova Serie A2 Élite. Al primo turno si scontra con l'AltoVicentino dove nelle due partite ha la meglio la squadra veneta (per differenza reti, totale 9-6) che viene promossa, mentre nello spareggio successivo con la Roma la surclassa (12-2 e 5-1, totale 17-3) venendo promosso alla Serie A2 Élite. 
La stagione 2023-24 vede il Saints raggiungere la salvezza piazzandosi 9º a fine campionato con 38 punti (le retrocesse ne collezioneranno 7 e 2). L'estate seguente la dirigenza annuncia la nascita di una sinergia con il Milano e il contestuale cambio di denominazione in "U.S. Saints Milano A.S.D".
La stagione 2024-25 comincia a Pordenone dove il Saints viene sconfitto (3-2). I primi tre punti arrivano alla terza giornata, a Modena (3-6 il punteggio), mentre poi le due giornate seguenti vedranno sconfitte di misura (entrambe 3-2) con le prime in classifica Saviatesta Mantova e MestreFenice C5. Anche il derby casalingo col Lecco viene perso (2-4) ed il Saints rimane terz'ultimo in classifica, in zona play-out, a 3 punti dalla salvezza diretta. Sabato 16 novembre viene persa (6-3) la partita di Prata col Maccan, ed in classifica il Saints scende penultimo. Viene persa (1-2) anche la partita casalinga con l'Olympia Rovereto ed il Saints scende a 5 punti dalla zona play-out ed a sei dalla salvezza diretta.

## Cronistoria
| Cronistoria del Saints Milano |
| --- |
| - 2003 - Fondazione del Saints Pagnano C5. - 2003-04 - 1ª nel girone ? di Serie D della Lombardia. Promossa in Serie C2. - 2004-05 - 3ª in Serie C2, accede ai playoff dove viene eliminata in semifinale. - 2005-06 - campionato di assestamento. Si posiziona a metà classifica - 2006-07 - si raggiungono i playoff. - 2007-08 - 1ª in Serie C2. Promossa in Serie C1. Vince la Coppa di Lombardia. - 2008-09 - 8° in Serie C1. - 2009-10 - ultima nel campionato di Serie C1. Retrocessa in Serie C2. - 2010-11 - 1ª in Serie C2. Promossa in Serie C1. - 2011-12 - 7ª in Serie C1. - 2012-13 - 1ª in Serie C1. Promossa in Serie B. Vince la Coppa Lombarda. - 2013-14 - 11ª nel girone B di Serie B. - 2014-15 - 4ª nel girone B di Serie B. Viene eliminata al primo turno dei play-off. - 2015-16 - 7ª nel girone A di Serie B. - 2016-17 - 5ª nel girone A di Serie B. Viene eliminata al primo turno dei play-off. - 2017-18 - 2ª nel girone A di Serie B. Viene eliminata al primo turno dei play-off. - 2018-19 - 1ª nel girone A di Serie B. Promossa in Serie A2. - 2019-20 - 8ª nel girone A di Serie A2. - 2020-21 - 6ª nel girone A di Serie A2. - 2021-22 - 8ª nel girone A di Serie A2. - 2022-23 - 7ª nel girone A di Serie A2. Vince i playoff promozione Promossa in Serie A2 Élite - 2023-24 - 9ª nel girone A di Serie A2 Élite. - 2024 - Assume la denominazione Saints Milano. - 2024-25 - nel girone A di Serie A2 Élite. |

## Statistiche
| Livello | Categoria      | Partecipazioni | Debutto   | Ultima stagione | Totale |  |
| ------- | -------------- | -------------- | --------- | --------------- | ------ |  |
| 2º      | Serie A2 Élite | 2              | 2023-2024 | 2024-2025       | 6      |  |
| 2º      | Serie A2       | 4              | 2019-2020 | 2022-2023       | 6      |  |
| 3°      | Serie B        | 6              | 2013-2014 | 2018-2019       | 6      |  |
| 4°      | Serie C1       | 4              | 2008-2009 | 2012-2013       | 4      |  |
| 5°      | Serie C2       | 4              | 2004-2005 | 2010-2011       | 4      |  |
| 6°      | Serie D        | 1              | 2003-2004 | 2003-2004       | 1      |  |

## Palmarès
- Campionato di serie B: 1

2018-2019
- Campionati regionali: 1

2012-2013
- Coppa Lombarda Serie C1

2012-13
- Campionato di serie C2: 2

2010-2011
2004-2005
- Coppa di Lombardia Serie C2

2007-08
- Campionato di serie D (provinciale): 1

2003-2004